# Staurakije
Staurakije (grč. Σταυράκιος, Staurakios) († 11. siječnja 812.), bizantski car tijekom 811. godine. Sin cara Nikefora I., još je za očeva života (803.) bio proglašen njegovim suvladarom. Naslijedio je oca nakon teškog poraza bizantske vojske u bici kod Pliske 811. godine u kojoj je njegov otac izgubio život u borbi protiv vojske bugarskog kana Kruma, a sam je Staurakije teško povrijeđen udarcem mača na području oko vrata zbog čega je ostao paraliziran. Teško ozlijeđeni Staurakije odveden je u Hadrijanopol gdje je okrunjen za cara, što je bio prvi put u bizantskoj povijesti da je car bio okrunjen izvan Carigrada.
Budući da je Staurakije zbog ozljede bio nesposoban da vlada, njegova sestra Prokopija je nastojala postaviti svoga supruga Mihaela za novoga cara, što je na kraju i uspjela, a Staurakije se sa suprugom Teofano povukao u manastir gdje je uskoro umro od posljedica ranjavanja.
| Prethodnik:              | Bizantski carevi | Nasljednik:                     |
| Nikefor I. (802. – 811.) | Bizantski carevi | Mihael I. Rangabe (811. – 813.) |